# 天野源博
天野 源博（あまの もとひろ、1930年10月13日 - 2005年1月20日）は、日本の実業家。

## 経歴
愛知県西春日井郡西春町出身。1951年に大阪大学薬学部を卒業した後に、天野製薬に入社した。1971年から1995年までに天野製薬社長を務めた、天野製薬を医薬品や食品用の酵素剤でトップに導いた。1995年から会長を務め、ドラッグストアのアマノとカメラのアマノの会長も兼任した。1994年から1997年までに中部経済同友会代表幹事や名古屋商工会議所常議員を務め、中部国際空港の早期実現と愛知万博の誘致に力を入れた。
2005年1月20日、腹部大動脈りゅう破裂のために死去。74歳没。